# Deportivo Pasto
Asociación Deportivo Pasto ist ein kolumbianischer Fußballverein aus Pasto im kolumbianischen Departamento de Nariño, der in der ersten Kolumbianischen Liga spielt.

## Geschichte
Der am 12. Oktober 1949 gegründete Verein spielte seit 1996 in der zweiten Kolumbianischen Liga und schaffte 1998 den ersten Aufstieg in die erste Liga. Er wurde 2006 zum ersten Mal kolumbianischer Fußballmeister, nachdem er bereits 2002 das Finale erreichte, dort aber gegen Independiente Medellín unterlag. Der Verein stieg 2009 in die zweite Liga ab. Im ersten Jahr in der zweiten Liga wurde Pasto Vizemeister, verlor aber die Relegation gegen Envigado FC. Ein Jahr später gelang dann der Aufstieg. Der Verein wurde direkt in der ersten Spielzeit nach dem Wiederaufstieg Vizemeister. In der Copa Colombia erreichte Deportivo Pasto zweimal das Finale, verlor dies aber 2009 im Elfmeterschießen gegen Santa Fe und 2012 gegen Atlético Nacional.
In der Apertura der Saison 2019 konnte Deportivo Pasto nach einem sechsten Platz in der Ligaphase die Gruppe A der Gruppenphase vor Millonarios FC gewinnen und erreichte das Finale, in dem der Verein jedoch gegen Junior nach Elfmeterschießen verlor und damit zum dritten Mal Vizemeister wurde.

## Stadion

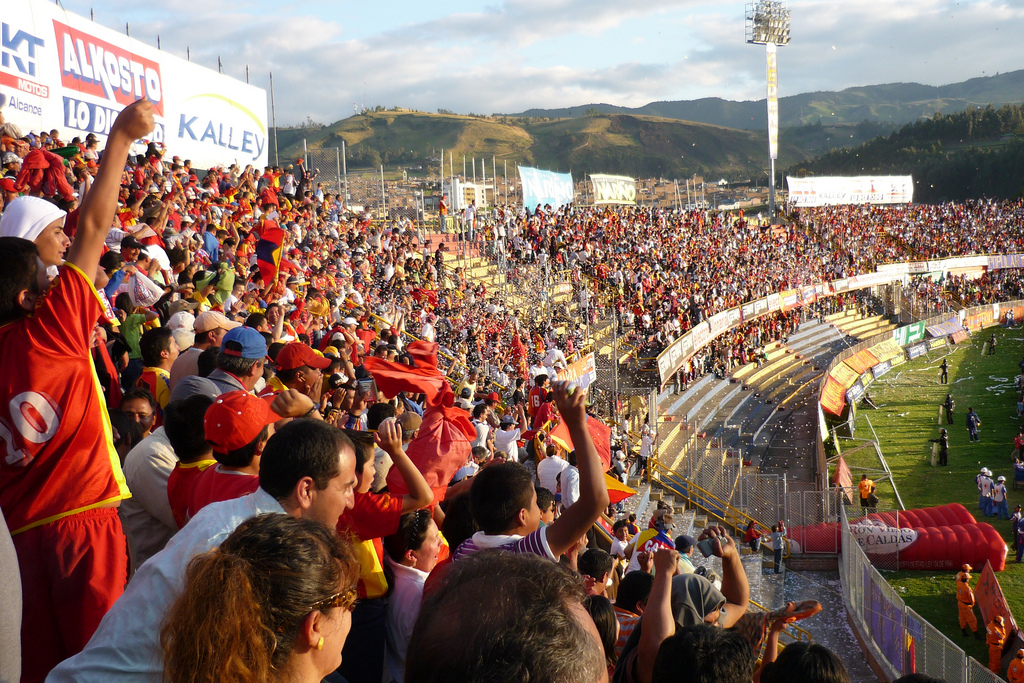
Estadio Departamental Libertad

Seine Heimspiele trägt Deportivo Pasto im Mehrzweckstadion Estadio Departamental Libertad aus, das 1955 erbaut wurde. Nach zwei größeren Umbauten zwischen 2000 und 2007 fasst es heute 20.665 Zuschauer. Aufgrund von Umbauarbeiten am Stadion in Pasto weicht der Verein in der Spielzeit 2019 in das Estadio Municipal von Ipiales aus.

## Sportlicher Verlauf

### Erfolge
- Meister von Kolumbien: 2006-I
- Vizemeister: 2002-II, 2012-I, 2019-I
- Meister der Categoría Primera B: 1998, 2011
- Vizemeister der Categoría Primera B: 2010
- Pokal von Kolumbien: Finalist 2009, 2012
- Teilnahme an der Copa Libertadores: 1×

2007: Gruppenphase
- Teilnahme an der Copa Sudamericana: 2×

2003: 1. Runde
2013: Achtelfinale

### Saisondaten seit 2010
| Spielzeit                                           | Liga            | Ligaebene | Platz | Finalrunde                              |
| --------------------------------------------------- | --------------- | --------- | ----- | --------------------------------------- |
| 2010                                                | Torneo Postobón | II        | 2.    | 1. Gruppe B Vizemeister 1               |
| 2011-I                                              | Torneo Postobón | II        | 1.    | Viertelfinale                           |
| 2011-II                                             | Torneo Postobón | II        | 1.    | Meister (Finalización) Meister (Gesamt) |
| 2012-I                                              | Liga Postobón   | I         | 6.    | 1. Gruppe A Vizemeister                 |
| 2012-II                                             | Liga Postobón   | I         | 8.    | 2. Gruppe A                             |
| 2013-I                                              | Liga Postobón   | I         | 8.    | 4. Gruppe B                             |
| 2013-II                                             | Liga Postobón   | I         | 7.    | 2. Gruppe B                             |
| 2014-I                                              | Liga Postobón   | I         | 12.   | -                                       |
| 2014-II                                             | Liga Postobón   | I         | 17.   | -                                       |
| 2015-I                                              | Liga Águila     | I         | 20.   | -                                       |
| 2015-II                                             | Liga Águila     | I         | 10.   | -                                       |
| 2016-I                                              | Liga Águila     | I         | 11.   | -                                       |
| 2016-II                                             | Liga Águila     | I         | 18.   | -                                       |
| 2017-I                                              | Liga Águila     | I         | 3.    | Viertelfinale                           |
| 2017-II                                             | Liga Águila     | I         | 15.   | -                                       |
| 2018-I                                              | Liga Águila     | I         | 18.   | -                                       |
| 2018-II                                             | Liga Águila     | I         | 18.   | -                                       |
| 2019-I                                              | Liga Águila     | I         | 6.    | 1. Gruppe A Vizemeister                 |
| grün unterlegt: Aufstieg in die Categoría Primera A |                 |           |       |                                         |

## Trainerhistorie
- Alexis García (2018–)[3]
- Jairo Enríquez (2018)
- Hernán Lisi (2018)
- Flabio Torres (2017–2018)[4]
- José Santa (2016)[5]
- Guillermo Berrío (2015–2016)[6]
- Óscar Héctor Quintabani (2015)
- Wilson Gutiérrez (2014)
- Jorge Luis Bernal (2014)[7]
- Flabio Torres (2011–2013)
- Jorge Luis Bernal (2010)
- Hernán Darío Herrera (2010)
- Jorge Luis Bernal (2009)